# 明標
明標（發音：[mɪ́ɴbjaʊʔ θìha̰pətḛ]，1305年—1364年），舊譯明波，或稱梯訶波帝（သီဟပတေ့，發音：[θìha̰pətḛ]），是緬甸實皆王國君主，1352年至1364年間在位。明標是前任國王德勒帕耶艾的姐夫，公主索敏的第二任丈夫。明標統治時期是實皆王國最動盪的時期，王國遭受北方麓川年復一年的劫掠。1364年，麓川軍攻破實皆城，明標逃出後被繼子德多明帕耶處死。

## 生平

### 早年
明標是蒲甘王朝國王那臘底哈勃德與婭達娜邦的孫子，明標的父親是實皆王國的廷臣。1352年，明標成為實皆公主索敏的第二任丈夫，並在德勒帕耶艾崩逝後繼位為王（一說只是攝政）。

### 統治
明標統治初年的實皆王國大抵和平安泰，與宿敵彬牙王國維持著較良好的外交關係。然而，北方的局勢逐漸變化，麓川（或稱木撣）首領思可法成功在1342年、1346年、1348年三次擊退元軍，並於1355年對元朝表示名義上的臣服。麓川獲得實質上的獨立後，轉而向南擴張。1356年的旱季，麓川軍劫掠了實皆王國的北方地區。實皆軍抵禦住了這次侵襲，明標與索敏意識到了北方敵人的潛在威脅，決定向彬牙王國尋求更緊密的同盟。1357年（或1358年），明標與索敏以公主欣紹基與彬牙國王覺蘇瓦艾和親，欣紹基被覺蘇瓦艾立為王后。
然而這同盟協議對局勢沒能起到實質性的幫助。1358年，麓川軍再次襲來，彬牙治下的東吁總督趁機叛亂，從南方出兵劫掠了彬牙王國，彬牙國王覺蘇瓦艾因此無法給予實皆足夠的幫助。麓川軍洗劫了實皆王國，繼而於1359年入侵洗劫彬牙王國，覺蘇瓦艾亡於此次戰事。彬牙新王那臘都終止了同盟協議
1360年（或1361年），明標任命繼子德多明帕耶為王國北疆的太公總督。然而，年輕的德多明帕耶同樣抵禦不住麓川軍，1362年至1363年，麓川軍洗劫了太公城至彬牙的廣大地區。彬牙國王那臘都轉而與麓川結盟，相約共同瓜分實皆。麓川軍在旱季時再度入侵並蹂躪了太公城，德多明帕耶勉強逃出。明標對逃至實皆的德多明帕耶非常憤怒，他將德多明帕耶囚禁至實皆南方的賈卡瓦亞（Kya-Khat-Wa-Ya），並且無視了他拖彌婆耶關於此次麓川軍遠多於往常的警告。明標以為麓川軍只會與往常一樣洗劫鄉間郊野地區，然而這次麓川軍從三面圍攻實皆城，彬牙軍協助則封鎖了港口。1364年4月實皆城破，麓川軍攻入城中，恐慌的實皆百姓渡江逃往彬牙。明標與王族眾人乘船逃至賈卡瓦亞，被破牢而出的德多明帕耶處死。